# Daniele Nonnis
Daniele Nonnis (* 10. August 1964 in Cagliari) ist ein deutsch-italienischer Schauspieler und Sänger.

## Leben und Karriere
Über Daniele Nonnis Leben sind bislang nur wenige biografische Daten bekannt. Demnach wurde Nonnis in Italien geboren, wuchs aber in Deutschland auf. Er sang mehrere Jahre in einem Kirchenchor, bevor er 1986 als Solist tätig wurde und auch Erfahrungen im Bereich der Popmusik sammeln konnte. Seine Ausbildung erhielt er nach eigenen Angaben durch Privatunterricht – im Bereich Gesang bei Nurit Herzog-Gorén, im Bereich Schauspiel bei Michael Faygel. Unter Faygels Regie spielte Nonnis in diversen Produktionen am Theater im Centrum in Kassel. Seit 1997 war er nachweislich aber auch an vielen anderen deutschen Bühnen tätig. Seinen Hauptwohnsitz hat er in Kassel.

## Rollen (Auswahl)

### Filmografie
- 2020: Der Usedom-Krimi: Schmerzgrenze (Fernsehreihe)
- 2020: Check Check (Comedyserie)

### Theater
- 1997: Hair (Regie: Gerhard Platiel, Staatstheater, Kassel)
- 1998: Peter Pan (Regie: Andreas Franz, Staatstheater, Kassel)
- 1999: Evita (Regie: Hans Grazer, Festspiele, Bad Hersfeld)
- 1999–2001: Disneys Die schöne und das Biest (Regie: Robert Jess Roth, Palladium Theater, Stuttgart)
- 2001: Noch einmal Kapernaum (Regie: Michael Fajgel, Tourneetheater)
- 2001: Maryland (Regie: Michael Fajgel, Tourneetheater)
- 2002: Hoffnungsland (Regie: Michael Fajgel, Tourneetheater)
- 2003: Hand in Hand – Das Partnerparadies (Regie: Michael Fajgel, Theater im Centrum, Kassel)
- 2003: Churchie Peters Abenteuer 1 (Regie: Michael Fajgel, Theater im Centrum, Kassel)
- 2003: Boygroup (Regie: Michael Fajgel, Theater im Centrum, Kassel)
- 2004: Churchie Peters Abenteuer 2 (Regie: Michael Fajgel, Theater im Centrum, Kassel)
- 2005: Lonely Hartz Club (Regie: Michael Fajgel, Theater im Centrum, Kassel)
- 2005: The Bruhns Brothers (Regie: Michael Fajgel, Theater im Centrum, Kassel)
- 2006–2007: 3 Musketiere (Regie: Peter Enens, Apollo Theater, Stuttgart)
- 2006: Agent 0190 jagt Dr. Fifa (Regie: Michael Fajgel, Theater im Centrum, Kassel)
- 2008: Heidi (Teil 2) (Regie: Stefan Huber, Walensee-Bühne, Walenstadt)
- 2008: Crazy? crazy! (Regie: Michael Fajgel, Theater im Centrum, Kassel)
- 2009: Marie Antoinette (Regie: Tamiya Kurijama, Musicaltheater, Bremen)
- 2009: Rhapsody in Space (Regie: Tobias Krechel, Theater im Centrum, Kassel)
- 2010: Die Päpstin (Regie: Stanislav Mosa, Schloßtheater, Fulda)
- 2010: Der kleine Horrorladen (Regie: Patrick Stanke, Theater im Centrum, Kassel)
- 2010: Pinocchio (Regie: Dirk Böhling, Stadttheater, Bremen)
- 2011: Rebecca (Regie: Francesca Zambello, Palladium Theater, Stuttgart)
- 2012–2013: Sister Act (Regie: Carlien Brouwer, Apollo Theater, Stuttgart)
- 2014: Rumpelstilzchen (Regie: Rüdiger Wandel, Brüder Grimm Festival, Kassel)
- 2015: Die Bremer Stadtmusikanten (Regie: Rüdiger Wandel, Brüder Grimm Festival, Kassel)
- 2015: Splash das Bademeistermusical (Regie: Tobias Krechel, Theater im Centrum, Kassel)
- 2016: Die drei von der Tankstelle (Regie: Michael Fajgel / Tanja Kraut, Theater im Centrum, Kassel)
- 2017: Das tapfere Schneiderlein (Regie: Rüdiger Wandel, Brüder Grimm Festival, Kassel)
- 2017: Rocky (Regie: Alex Timbers, Palladium Theater, Stuttgart)
- 2018: Der Medicus (Regie: Christoph Jilo, Schloßtheater, Fulda)
- 2018: Boygroup (Neuinszenierung, Regie: Michael Fajgel, Theater im Centrum, Kassel)
- 2019: Der Teufel mit den drei goldenen Haaren (Regie: Rüdiger Wandel, Brüder Grimm Festival, Kassel)
- 2019: Ewig jung (Regie: Rüdiger Wandel, Theater im Centrum, Kassel)
- 2019: Emilys Hochzeit (Regie: Tobias Krechel, Theater im Centrum, Kassel)